# India General Service Medal (1854)
La Indian General Service Medal era una medaglia di campagna militare coniata per ricompensare quanti avessero prestato servizio in campagne militari nell'India britannica tra il 1852 ed il 1895.

## Storia
La medaglia venne istituita il 1º marzo 1854 dalla regina Vittoria del Regno Unito e venne conferita per tutte le campagne militari minori, svoltesi in India dal 1852 al 1895. Ciascuna battaglia ebbe su questa medaglia la propria barretta e la catalogazione finale ne raggruppò ben 24, anche se il massimo di barrette concesse ad un singolo soldato fu sette.
La medaglia non venne mai concessa senza barrette.
La medaglia venne inizialmente concessa in argento per tutti i ranghi, senza riguardo alla razza o al tipo di servizio svolto. A partire dal 1885 (con la barretta Burma 1885-7), sia la medaglia che le barrette iniziarono ad essere concesse in bronzo al personale ausiliario indiano.

## Insegne

### Medaglia
La medaglia è costituita da un disco d'argento sul quale è raffigurata sul diritto l'effigie della regina Vittoria d'Inghilterra rivolto verso sinistra e corredato dal titolo VICTORIA REGINA in latino. Sul retro la medaglia presenta la figura della vittoria alata che corona un guerriero seduto e spoglio delle armi.

### Nastino
Largo 32 millimetri era di colore cremisi con due strisce blu scuro al centro.

### Barrette
- Pegu
- Persia
- North West Frontier
- Umbeyla
- Bhootan
- Looshai
- Perak
- Jowaki 1877–78
- Naga 1879–80
- Burma 1885–87
- Sikkim 1888
- Hazara 1888
- Burma 1887–89
- Chin Lushai 1889–90
- Lushai 1889–92
- Samana 1891
- Hazara 1891
- NE Frontier 1891
- Hunza 1891
- Burma 1889–92
- Chin Hills 1892–93
- Kachin Hills 1892–93
- Waziristan 1894–95